# Bahamas i olympiska sommarspelen 1964
Bahamas deltog med 11 deltagare vid de olympiska sommarspelen 1964 i Tokyo. Totalt vann de en guldmedalj.

## Medalj

### Guld
- Durward Knowles och Cecil Cooke - Segling.